# Radiostilte
Radiostilte is een nummer van de Nederlandse band Wies uit 2020. Het is de tweede single van hun debuutalbum Het is een Wies.
"Radiostilte" gaat over een contact dat na verloop van tijd op lijkt te drogen. Na regelmatig appen en elkaar zien, blijft de ik-figuur wachten op meer van de ander, maar de vriendschap lijkt eenzijdig. Bij de ander lijkt de spanning er namelijk af, iets waar vrienden de ik-figuur dan ook voor waarschuwen.
Ondanks veelvuldige airplay op NPO 3FM en af en toe op NPO Radio 2, wist de plaat niet door te dringen tot de hitlijsten.